# Treffen Papens mit Hitler im Haus des Bankiers Schröder

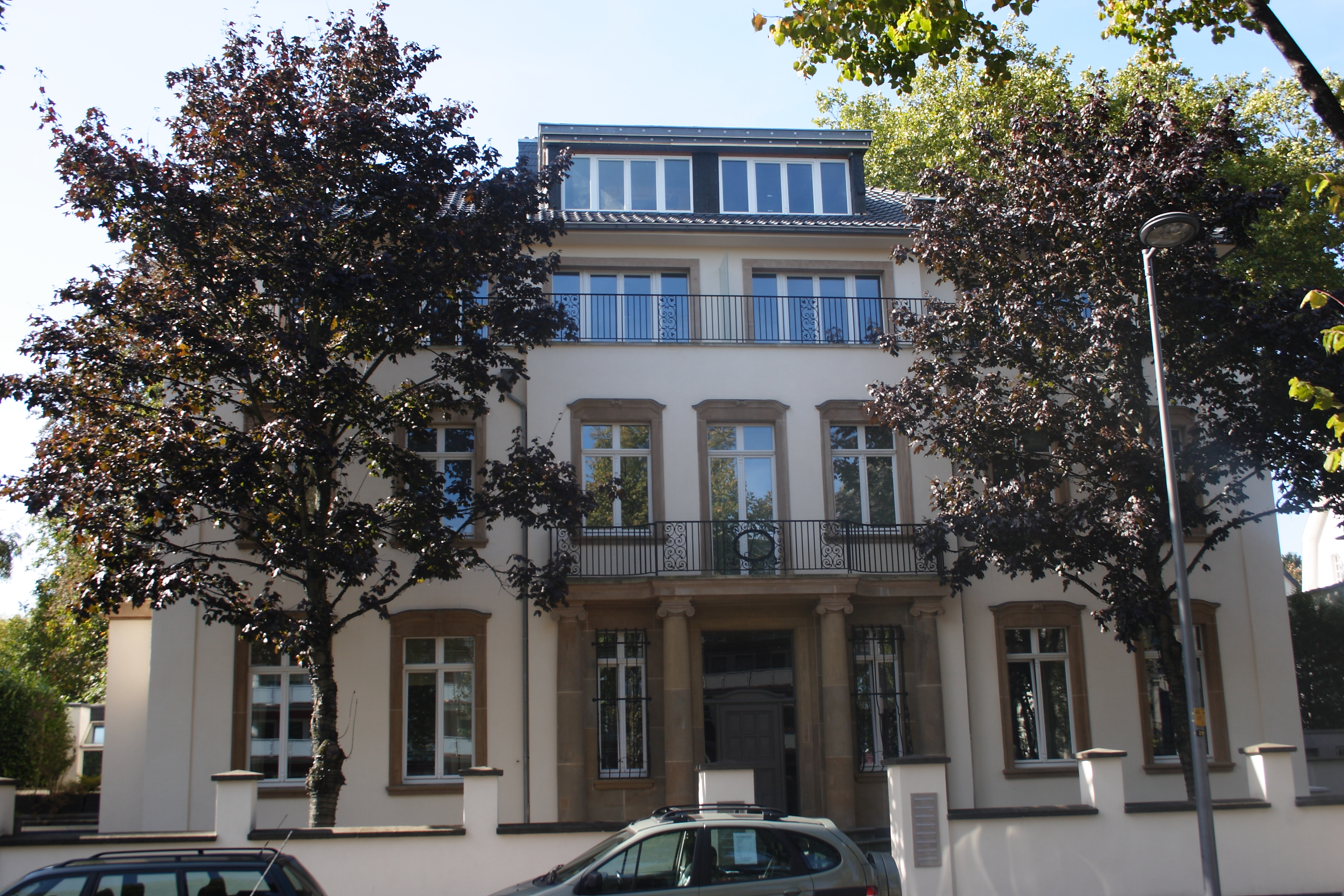
Villa des Bankiers Schröder am Stadtwaldgürtel 35, Köln (2011)

Das Treffen Papens mit Hitler im Haus des Bankiers Schröder am 4. Januar 1933 in Köln gilt als die „Geburtsstunde des Dritten Reiches“ (Karl Dietrich Bracher). Unter der Vermittlung des Bankiers Kurt Freiherr von Schröder einigten sich hier Franz von Papen und Adolf Hitler auf die Reichskanzlerschaft Hitlers.

## Das Treffen

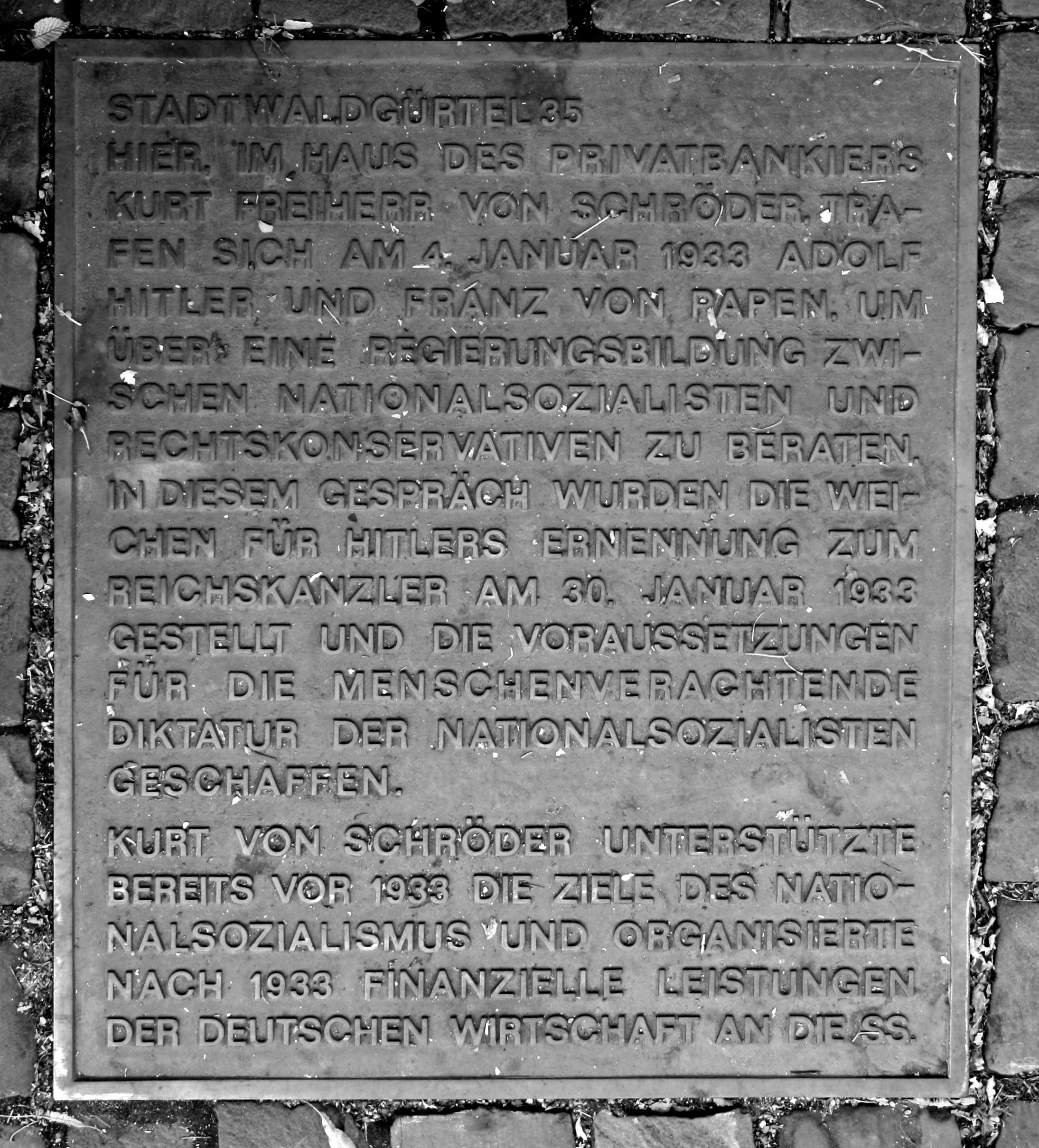
Bodenplatte im Gehweg vor der Villa (2008)

Nach einem Vortrag von Papens im Berliner Herrenklub im Dezember 1932 sprachen Papen und Schröder über ein mögliches Treffen mit Hitler. Schröder stellte über Hitlers Wirtschaftsberater Wilhelm Keppler den Kontakt her und stellte sein Haus am Stadtwaldgürtel 35 in Köln dafür zur Verfügung. Hitler, der sich offiziell auf der Reise von München zu einem Wahlkampfauftritt in Detmold befand, kam in Begleitung von Keppler, Rudolf Heß und Heinrich Himmler, die sich im Nebenzimmer aufhielten. Es folgte eine mehrstündige Besprechung zwischen Papen und Hitler, bei der Schröder nur Zuhörer war. Dabei erzielten Papen und Hitler eine prinzipielle Einigung über eine Regierung Hitler-Papen-Hugenberg.
In der berühmten eidesstattlichen Erklärung Schröders im Nürnberger I.G.-Farben-Prozess von 1947 heißt es zu diesem Treffen:

„Bevor ich diesen Schritt unternahm, besprach ich mich mit einer Anzahl von Herren der Wirtschaft und informierte mich allgemein, wie sich die Wirtschaft zu einer Zusammenarbeit der beiden stellte. Die allgemeinen Bestrebungen der Männer der Wirtschaft gingen dahin, einen starken Führer in Deutschland an die Macht kommen zu sehen, der eine Regierung bilden würde, die lange Zeit an der Macht bleiben würde. Als die NSDAP am 6. November 1932 einen ersten Rückschlag erlitt und somit also ihren Höhepunkt überschritten hatte, wurde eine Unterstützung durch die deutsche Wirtschaft besonders dringend. Ein gemeinsames Interesse der Wirtschaft bestand in der Angst vor dem Bolschewismus und der Hoffnung, dass die Nationalsozialisten – einmal an der Macht – eine beständige politische und wirtschaftliche Grundlage in Deutschland herstellen würden.“

Hjalmar Schacht schrieb am 6. Januar 1933 an Schröder:

„Ich möchte […] Sie auch beglückwünschen zu der mutigen Initiative in der Anbahnung der Verständigung zweier Männer, die wir beide hochschätzen und durch deren Zusammenwirken vielleicht am schnellsten eine positive Lösung herbeigeführt werden kann. Ich hoffe, daß die Unterredung in Ihrem Hause einmal historische Bedeutung gewinnen wird.“

Ein Jahr nach dem Treffen, am 4. Januar 1934, schickte Papen an Schröder ein Telegramm, in dem es hieß:

„Gedenke heute in Dankbarkeit Ihrer und Ihres gastlichen Hauses, in dem die Grundlage für die umwälzenden Geschehnisse des letzten Jahres gelegt wurde.“

Schröder blieb nach dem Treffen in engem Kontakt zu Hitler; wie aus seiner SS-Beurteilung vom 10. August 1937 hervorgeht, stand er in einem besonderen „Vertrauensverhältnis mit dem Führer“ und wurde „häufig vom Führer zu vertraulichen Besprechungen und Missionen gebeten und gerufen“.

## Bekanntwerden des Treffens
Der Plan der geheimen Zusammenkunft zwischen Hitler und Papen war schon bekannt geworden, bevor die eigentliche Begegnung stattfand: So hatte der Berliner Zahnarzt und Journalist Hellmuth Elbrechter, ein Berater des amtierenden Reichskanzlers Kurt von Schleicher, durch einen seiner Patienten von dem bevorstehenden Treffen erfahren. Um die Zusammenkunft Hitlers und Papens zu beweisen, schickte er den pensionierten Hauptmann Hans Johannesson (1898–1941), einen Mann aus der Entourage Gregor Strassers, mit einer Kamera nach Köln, der vor Schröders Haustür Posten bezog. Johannesson gelang es, Papen und Hitler sowie dessen drei Begleiter beim Betreten und Verlassen der Villa Schröders abzulichten. Die Photos legte Elbrechter Schleicher am folgenden Tag mit der Bemerkung „Fränzchen [Papen] hat Sie verraten“ vor.
Wie genau Elbrechter von dem geplanten Zusammentreffen erfahren hat, ist bis heute unklar. Der Journalist Giselher Wirsing, ein Kollege Elbrechters, behauptete später, Elbrechter habe die Information aus dem Umkreis von Schröder erhalten. Berndorff behauptete demgegenüber, Elbrechters Chef Hans Zehrer habe einen Mann aus dem SD Hitlers bestochen.
Nachdem die Teilnehmer fotografiert worden waren, musste Papen davon ausgehen, dass sich das Treffen vor Schleicher nicht würde geheim halten lassen. Daher begab er sich nach dem Treffen in das Düsseldorfer Hotel Excelsior, wo er einen längeren Brief an Schleicher verfasste, in dem er diesem eine – nach dem Urteil Volker Hentschels wahrscheinlich gefärbte – Darstellung des Treffens und der Gründe gab, aus denen er sich mit Hitler getroffen habe. Der Brief muss Schleicher, so Papen, am 5. Januar vorgelegen haben.
Am nächsten Morgen veröffentlichte die Tägliche Rundschau, eine Schleicher nahestehende Tageszeitung, zu deren Mitarbeitern Elbrechter gehörte, einen ausführlichen Bericht über das Kölner Treffen. Einen Tag später berichteten auch andere Tageszeitungen von dem Ereignis.
Am 6. Januar veröffentlichten Hitler und Papen eine gemeinsame Verlautbarung mit dem Inhalt, dass ihr Treffen lediglich dem Zweck gedient hätte, „die Möglichkeit einer großen politischen nationalen Einheitsfront“ zu erkunden.
Im Januar 1933 erschienen auch Presseberichte, laut denen Paul Silverberg am Zustandekommen des Treffens beteiligt gewesen sein soll. Silverberg ließ diese Berichte energisch dementieren. Tatsächlich war Silverbergs Privatwohnung nur wenige Schritte von Schröders Haus entfernt, und Papen suchte ihn gleich nach dem Treffen dort auf.

## Entwicklung der folgenden Wochen bis zum 30. Januar 1933
Am 7. Januar 1933 reiste Papen nach Dortmund. Am Dortmunder Bahnhof entging er, durch einen Hinweis von Otto Jülich, knapp einem Attentat von Anhängern der NSDAP. Anschließend fuhr er zum Haus des Industriellen Fritz Springorum, wo er um die Mittagsstunde eintraf. Gegen 5:00 Uhr fanden sich dort auch die Industriellen Paul Reusch, Gustav Krupp von Bohlen und Halbach und Albert Vögler, ein. Es folgte eine Besprechung „in kleinem Kreise über die letzten Vorkommnisse und das, was in der Zukunft zu geschehen hat“, wie Papen den Zweck des Treffens vorab im Dezember 1932 in einem Brief an Springorum beschrieben hatte. Zum Teil kursiert in der Literatur auch die Angabe, dass außer den genannten fünf Personen auch der wie Springorum in Dortmund wohnende Erich Fickler, der Generaldirektor der Harpener Bergbau AG, des damals größten selbständigen Steinkohlenbergbauunternehmens an der Ruhr, an dem Treffen in Springorums Haus teilnahm. Gustav Luntowski wertet diese Angabe, die sich auf einen Brief von Springorum an Papen vom 27. Dezember 1932 stützt, in dem er Papen avisiert, dass er auch Fickler gerne zu dem Treffen hinzuziehen würde, jedoch als „fraglich“, da Fickler „in diesem Zusammenhang nie wieder erwähnt wird“, d. h. weil er in den übrigen Briefen die die Beteiligten vor und nach dem Treffen über dieses schrieben sowie in den sonstigen Quellen nicht mehr auftaucht. Auch der Papen-Biograph Joachim Petzold geht davon aus, dass Fickler „dann doch nicht“ an dem Treffen „teilgenommen hat“, da er „nicht mehr erwähnt wird“. Nach der Zusammenkunft im Haus von Springorum begab Papen sich – aufgrund des gescheiterten Attentates vom Vormittag nun begleitet von der Dortmunder Polizei – nach Lüdinghausen, wo er sich mit seiner ältesten Tochter und seinem Schwiegersohn Max von Stockhausen, der dort als Landrat amtierte, traf.
Das Treffen von Papen mit den Industriellen vom 7. Januar war bereits ausgemacht worden, bevor Papens Treffen mit Hitler am 4. Januar 1933 eingefädelt wurde. Joachim Petzold argumentiert, dass Papen den 4. Januar 1933 „schon deshalb“ als Termin für sein Treffen mit Hitler akzeptiert habe, „weil er drei Tage später im Haus Springorums ein Gespräch 'im kleinen Kreise' über die politische Lage verabredet hatte [...] Papen konnte sich leicht ausrechnen, daß seine Gesprächspartner [in Dortmund] begierig sein würden, Hitlers neusten Standpunkt kennenzulernen.“
Am 9. Januar 1933 suchte Papen Schleicher in Berlin zu einem Gespräch auf, in dem er ihn wegen des Kölner Gespräches bzw. den Zeitungsmeldungen über dieses, zu beschwichtigen versuchte. Heinrich August Winkler schrieb hierzu, dass Schleicher notgedrungen „gute Miene zum bösen Spiel“ gemacht habe. Nach dem Treffen wurde der Nachrichtenagentur „Wolffs Telegraphisches Bureau“ ein amtliches Kommuniqué zugeleitet, das am nächsten Tag veröffentlicht wurde. In diesem gaben die beiden bekannt, dass Berichte von Gegensätzlichkeit zwischen ihnen haltlos seien und jeder Grundlage entbehrten. Im Wortlaut hieß es:

„Der Reichskanzler empfing Herrn von Papen zu einer Rücksprache über seine Begegnung mit Herrn Hitler am 4. Januar und die daran geknüpften irreführenden Pressekommentare. Die Aussprache ergab die völlige Haltlosigkeit der in der Presse aus dieser Begegnung gefolgerten Behauptungen über Gegensätzlichkeiten zwischen dem Reichskanzler und Herrn von Papen.“

Ebenfalls am 9. Januar 1933 wurde Papen von Hindenburg empfangen, dem er seine Version seines Treffens mit Hitler schilderte und seine Zustimmung zu weiteren vertraulichen Kontakten mit Hitler einholte. Papen erklärte, dass er den Eindruck habe, dass Hitler nicht mehr die Übertragung der gesamten Regierungsgewalt verlange und bereit sei, in eine Koalitionsregierung einzutreten. Hindenburg wies ihn daraufhin an, auf dieser Basis streng vertraulich mit Hitler in Kontakt zu bleiben. Als Ziel fasste Hindenburg, der zu diesem Zeitpunkt nicht mehr an die Möglichkeit einer Unterstützung oder Tolerierung der Regierung Schleicher durch Hitler oder an eine Spaltung der NSDAP glaubte, nun eine Neubildung des Kabinetts Papen mit Hitler als Juniorpartner ins Auge. Schleicher selbst hatte sich noch am 7. Januar, drei Tage nach dem Kölner Treffen und zwei Tage vor seiner Besprechung mit Papen, gegenüber dem Berliner Korrespondenten der niederländischen Zeitung Nieuwe Rottardamsche Courant davon überzeugt gegeben, dass Papen ihm gegenüber loyal eingestellt sei und das Kölner Treffen als harmlosen Vorgang bewertet: „Sie kennen meinen Freund Fränzchen er ist ein braver Mensch, aber Verstand hat er nicht.“ Auch den sich zu dieser Zeit vollziehenden Stimmungsumschwung Hindenburgs ihm, Schleicher, gegenüber und zugunsten einer Ausspielung der Hitler-Option hatte Schleicher zu diesem Zeitpunkt noch nicht realisiert. Stattdessen war er nach wie vor überzeugt, dass Hindenburg eine Hereinnahme Hitlers in die Regierung strikt ablehne und ihn, Schleicher, weiterhin stützen werde, so dass er über den NSDAP-Chef spottete: „Der grosse Adolf hat ein Brett vor dem Kopf, er versteht nicht, dass der alte Herr ihn nicht will!“
In den folgenden Wochen bis zum 28. Januar 1933 (Auflösung des Kabinetts Schleicher) folgten eine Reihe weiterer Zusammenkünfte beider Männer zu vertraulichen Besprechungen. Gesichert sind mindestens drei Treffen in der Villa des Weinhändlers Joachim von Ribbentrop – einem einstigen Kriegskameraden Papens auf dem arabischen Kriegsschauplatz im Ersten Weltkrieg, der inzwischen zu den Gefolgsleuten Hitlers gehörte – in Berlin-Dahlem am 10., 18. und 22. Januar 1933, eine Besprechung von Hitler und Papen mit Hjalmar Schacht im Hotel Kaiserhof am 25. Januar sowie mindestens ein Besuch Hitlers in Papens Wohnung in der Wilhelmstraße 74 in der zweiten Monatshälfte.

## Folgen
Die Vorgänge vom Dezember 1932 und Januar 1933 führten zu einem schweren Zerwürfnis zwischen Papen und Schleicher: Beide Männer bezichtigten sich in der Folgezeit gegenüber Dritten gegenseitig des Verrats und ließen auch sonst zahlreiche abfällige Äußerungen über den jeweils anderen fallen. Konkret warf Papen Schleicher vor, dass dieser ihn im Dezember 1932 als Reichskanzler gestürzt habe, während Schleicher seinerseits Papen für das Scheitern seiner kurzlebigen Regierung und seine Ersetzung als Reichskanzler durch Adolf Hitler verantwortlich machte. In einem Gespräch mit Papens Adjutanten Hans von Kageneck fasste Schleicher seine Deutung der Vorgänge vom Januar 1933 folgendermaßen zusammen: Er, Schleicher, und Papen seien 1932 gemeinsam in die politische Arena geritten. Doch nachdem sie mit ihren Bestrebungen nicht gleich Erfolg gehabt hätten, hätte Papen sich plötzlich gegen ihn gewendet und ihm „schnell den Bügel weggezogen“, so dass er „kopfüber“ gegangen sei. Anschließend – im Januar 1933 – hätte Papen sein, Schleichers, Pferd genommen und Hitler geholfen, in den Sattel desselben zu klettern. Damit habe Papen „ein Prinzip verraten“, was er, Schleicher, ihm nicht vergeben könne.
Das Anhalten derartiger Äußerungen beider Männer übereinander – meist vor einem größeren Kreis von Zuhörern – erregte ein erhebliches Ausmaß an Aufmerksamkeit, so dass sich schließlich die Vereinigung der ehemaligen Angehörigen des Generalstabs (Schlieffen-Vereinigung), der sowohl Papen als auch Schleicher als ehemalige Generalstabsoffiziere angehörten, einschaltete. In dem Bestreben den Streit beider Männer beizulegen – oder zumindest die beständigen abfälligen Äußerungen beider Männer übereinander vor größerem Publikum abzustellen – wurde der Major a. D. und ehemalige Adjutant des preußischen Kronprinzen Louis Müldner von Mülnheim damit beauftragt, zwischen Papen und Schleicher aufgrund der zwischen ihnen entstandenen „Ehrenangelegenheit“ zu vermitteln. In den Monaten März bis Mai 1933 suchte Müldner Papen und Schleicher wiederholt getrennt voneinander auf, legte ihnen die Sichtweise des jeweils anderen auf die vergangenen Vorgänge dar und versuchte eine Versöhnung oder zumindest eine Ausgleichsformel zwischen ihnen herbeizuführen. Dies scheiterte schließlich, da beide in ihrer Haltung verharrten und den Standpunkt des anderen als unannehmbar bewerteten: So schrieb Schleicher in seiner abschließenden Stellungnahme an Müldner am 28. Mai 1933 mit Blick auf Papens Aktivitäten im Januar 1933 unversöhnlich:
„Mag sein, daß meine Auffassung in die ‚harten Entscheidungen des politischen Lebens‘ nicht passt, und ich muss sogar zugeben, daß lediglich mein Glauben an Treue und mein Vertrauen auf Freundschaft zu meinem eigenartigen, dem Nichteingeweihten unverständlichen politischen Ende geführt haben, aber ich werde trotzdem an meiner vielleicht etwas veralteten Einstellung festhalten, daß es keinen Unterschied zwischen politischer und menschlicher Moral gibt, und dass man auch dem leitenden Staatsmann eine besondere politische Moral nicht zubilligen kann. […] Papen und mich trennen in unseren Ansichten über das, was ein Politiker darf oder nicht darf, Welten. Deshalb wird Herr von Papen es auch nicht verstehen, wenn ich seine Handlungsweise als Verrat bezeichnet und gesagt habe, daß er als Judas an mir gehandelt hat.“

## Bewertung in der Forschung
In der Forschung wird dem Treffen eine hohe Bedeutung für den weiteren Geschichtsverlauf beigemessen. Der Hitlerbiograph Joachim C. Fest stellt zum Beispiel heraus:

„Mit gutem Grund ist die Zusammenkunft als ‚Geburtsstunde des Dritten Reiches‘ bezeichnet worden, denn von ihr führt eine unmittelbare kausale Geschehensfolge bis zum 30. Januar.“

In der DDR-Geschichtsforschung galt Papen bei dieser Aktion als Sprecher von Interessen des Monopolkapitals, wie unter anderem Kurt Gossweiler vertrat. Gossweiler zog aus der Tatsache, dass Schröders Bank, das Bankhaus J. H. Stein, in den Aufsichtsräten der I.G.-Farben und der Vereinigten Stahlwerke vertreten war, den Schluss, „daß es die Top-Figuren des deutschen Monopolkapitals waren, die Hitlers Kanzlerschaft betrieben, um die faschistische Diktatur als eine Bastion ihrer eigenen Macht zu benutzen.“ Der amerikanische Historiker Henry Ashby Turner hielt dem entgegen, dass Schröder nur ein „Teilhaber einer mittelgroßen Provinzbank“ war, der kaum für die Wirtschaft sprechen konnte. Er sei nur ein Bindeglied in einer zufälligen Kette persönlicher Beziehungen gewesen; ein bloßer Statist.

## Archivalien
- Bundesarchiv: NS 20/76 (Korrespondenzen zur Vorbereitung des Treffens vom 4. Januar 1933)
  - Schreiben von Kurt von Lersner an Kurt von Schröder vom 2. August 1932 (Bl. 1f.), Franz von Papen an Kurt von Schröder vom 1. Oktober 1932 (Bl. 4f.), Kepplers vom 28. November 1932, Papen an Kurt von Schröder vom 1. Oktober 1932 (Bl. 6), Schreiben von Lersner an Schröder vom 8. Oktober 1932 (Bl. 7, 11), Schreiben von Wilhelm Keppler an Kurt von Schröder vom 21. Oktober 1932 (Bl. 17), zweites Schreiben von Wilhelm von Keppler an Kurt von Schröder vom 21. Oktober 1932 (Bl. 19), Schreiben von Wilhelm Keppler an Kurt von Schröder vom 13. November 1932 (Bl. 24f.) (Digitalisat auf der Website des Bundesarchivs), Eingabe an den Reichspräsidenten vom 19. November 1932 (Bl. 28f.), Kurt von Lersner an Kurt von Schröder vom 6. Dezember 1932 (Bl. 9), Papen an Kurt von Schröder vom 19. Dezember 1932 (Bl. 80), 26. Dezember 1932, Papen an Kurt von Schröder vom 28. Dezember 1932 (Bl. 60), Wilhelm Keppler an Kurt von Schröder vom 28. Dezember 1932 _(Bl. 44), Wilhelm von Keppler an Kurt von Schröder vom 29. Dezember 1932 (Bl. 62) und 2. Januar 1933, Telegramm von Papen ab Schröder vom 4. Januar 1934 (Bl. 83), Wilhelm Keppler an Kurt von Schröder vom 6. Januar 1933 (Bl. 70, 71), Schreiben von Hjalmar Schacht an Kurt von Schröder vom 6. Januar 1933 (Bl. 66f.), Keppler an Kurt von Schröder vom 12. Januar 1933 (Bl. 73), Keppler an Kurt von Schröder vom 21. Januar 1933 (Bl. 75), Otto von Below an Schröder vom 31. Januar 1933 (Bl. 77), Papen an Schröder vom 19. Dezember 1933 (Bl. 80), Telegramm von Papen an Schröder vom 4. Januar 1934 (Bl. 83), Telegramm Himmlers (Bl. 83), Wilhelm Brückner am 13. Januar 1934 an Kurt von Schröder (Bl. 86).

## Zeitungsberichterstattung
- „Das Spiel hinter den Kulissen. Papen-Hitler in Köln – Die Aktion der national-kapitalistischen Front“, in: Tägliche Rundschau vom 6. Januar 1933.